# Gibraltári labdarúgócsapatok listája
Ebben a listában az összes gibraltári labdarúgócsapat szerepel.
- Gibraltar United FC
- Manchester United FC
- St Joseph's FC
- Glacis United FC
- Lincoln FC
- Laguna FC
- Shamrock 101 FC
- Gibraltar Pilots FC
- Lions FC
- College Cosmos FC
- Sporting Club FC
- Wanderers FC
- Europort FC
- Pegasus FC
- Chelsea FC
- Lynx FC
- Leo Santos & Sons FC
- Moroccan United FC
- Rock Cosmo FC
- Rock Rovers FC